# Mennonisme

Símbol de la [https://mwc-cmm.org/en Conferència Mundial de Mennonites

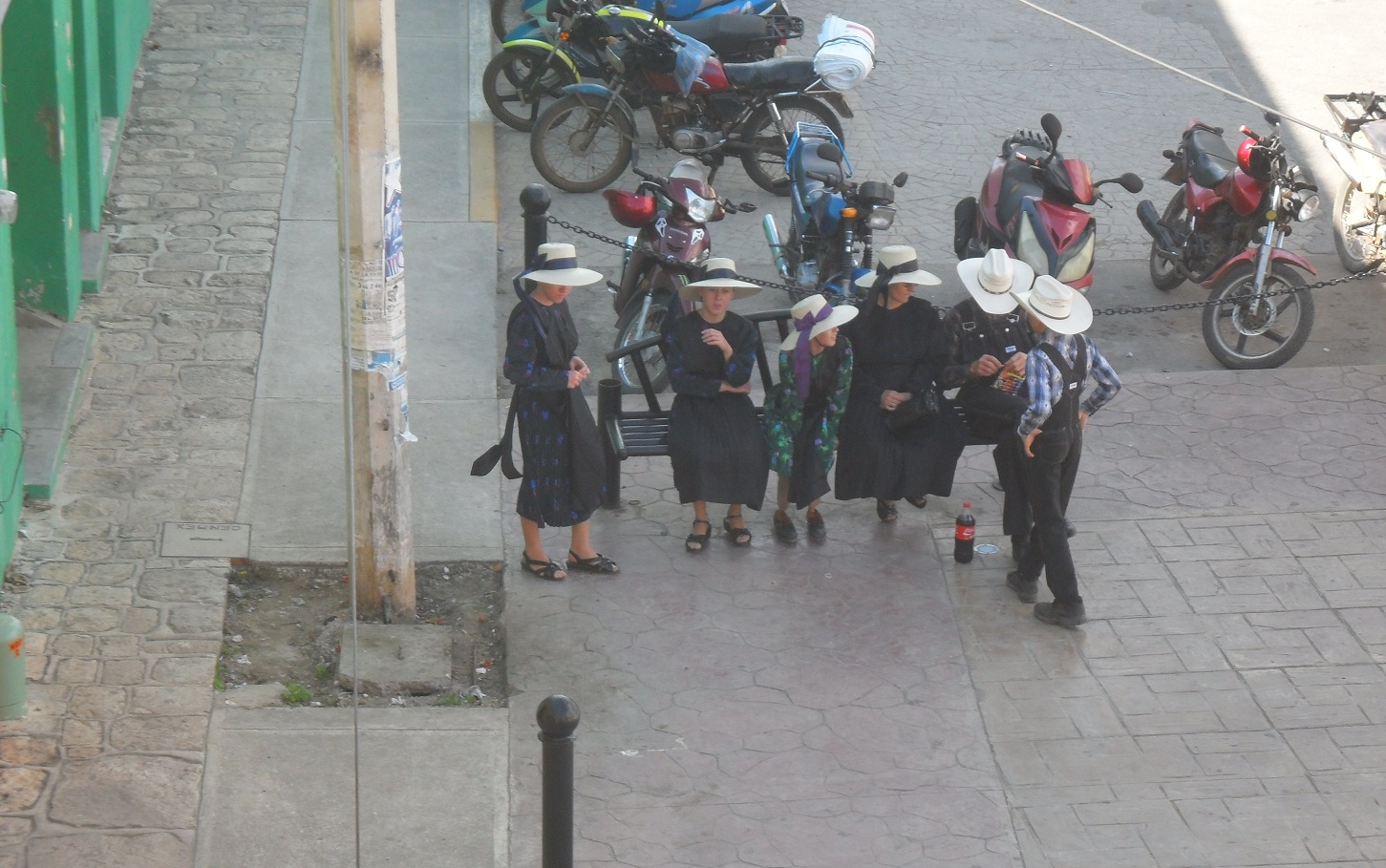
Mennonites a Mèxic

Els mennonites són un grup de comunitats cristianes pacifistes i trinitàries del moviment anabaptista. Remunten el seu origen a l'època de la Reforma Radical. El nom de Mennonites deriva del teòleg neerlandès Menno Simons (1496–1561), originari de Frísia, part del Sacre Imperi Romanogermànic, a l'actual Països Baixos. Menno Simons es va convertir en un líder destacat dins del moviment anabaptista més ampli i va ser contemporani de Martí Luter (1483–1546) i Philipp Melanchthon (1497-1560).
Mitjançant els seus escrits sobre la Reforma, Simons va articular i formalitzar els ensenyaments dels anteriors fundadors anabaptistes suïssos, així com els primers ensenyaments dels mennonites basats en la creença tant en la missió com en el ministeri de Jesús.

## Els Germans Suïssos
Les esglésies anabaptistes es van originar a l'ala radical de la Reforma a Zúric, Suïssa en el segle XVI. Allà un grup de joves va voler dur fins a les últimes conseqüències la política reformadora empresa a l'Església per Ullrich Zwingli. Conrad Grebel, Félix Manz, Wilhem Reublin, Hans Brötli i Simon Stumpf van donar suport a Zwingli en el seu debat amb els catòlics el 29 de gener de 1523. Però en un debat posterior, del 25 al 28 d'octubre del mateix any van començar a polemitzar amb Zwingli perquè aquest li va respondre a Grebel: «El Consell (municipal) ha de resoldre el concerniment a la missa». Stumpf va rebutjar la intervenció de les autoritats civils en assumptes de fe i va afirmar que sobre l'església només està "l'Esperit Sant mitjançant la Sagrada Escriptura".
Aquesta va ser l'essència del debat: la fe és un assumpte de la consciència i l'autoritat civil no té dret a imposar-la ni a decidir sobre ella. Zwingli estava disposat a enfrontar-se a la jerarquia catòlica, però depenia de l'Ajuntament. Els joves radicals van començar a denominar-se llavors Germans en Crist, a desenvolupar reunions regulars d'estudi de la Bíblia.
Les diferències es van incrementar quan Grebel i els seus companys van sostenir que l'Evangeli no s'ha de protegir amb l'espasa, que cap cristià pot matar una altra persona per cap raó; que el baptisme d'infants és un error i que solament s'ha de batejar a qui cregui conscientment. Després d'assabentar-se del debat de Thomas Müntzer amb Luter, Grebel va escriure al primer en la tardor de 1524. Donava un suport crític al seu fullet Contra la fe espúria, i sostenia els seus punts de vista sobre la fe viva i el baptisme. Això no obstant, criticava la seva litúrgia de la missa i l'exhortava a rebutjar l'ús de la guerra i de l'espasa per a defensar la fe o defensar-se a si mateix. En canvi, el cridava a formar una comunitat cristiana que actuï regida per l'amor, sense compulsió.
La qüestió del baptisme es va convertir a Zúric en assumpte del domini públic. Al respecte es va dur a terme un debat el 10 de gener de 1525, en el qual Grebel i Manz es van conèixer amb Blaurock, que se'ls va afegir des d'aquest dia. El 17 de gener per previ requeriment, va comparèixer davant el Consell «tot aquell que sostingui que els nens no han de ser batejats». El 18 de gener de 1525 el Consell va decretar que tot aquell que no fes batejar els seus fills seria bandejat, va decretar l'expulsió de tot anabaptista que no hagués nascut en la ciutat i va ordenar a Grebel i Manz cessar les reunions d'estudi bíblic que celebraven amb els seus companys.
Els «Germans Suïssos», com se'ls coneix des de llavors, van respondre iniciant el baptisme d'adults prèvia confessió de fe. El 21 de gener de 1525 es van batejar ells mateixos. El 9 d'abril de 1525 Grebel va batejar una multitud en el riu Sitter. El 8 d'octubre va ser detingut i després condemnat, juntament amb Blaurock i Manz, a presó indefinida, però la col·laboració de diverses persones els va permetre escapar de la presó a l'any següent.
El 7 de març de 1526 el Consell de Zúric va decretar que tot anabaptista que no acatés les seves disposicions sobre el baptisme seria condemnat a morir ofegat. La sentència es va complir per primera vegada amb Felix Manz el 5 de maig de 1527. El 20 d'aquest mes va ser executat per magistrats catòlics d'Àustria, el clergue Michael Sattler, que s'havia unit als germans des de 1525 i havia dirigit el seu sinòdic a Schleitheim (Alemanya) i contribuït a la declaració de la Unió Fraternal de Schleitheim, que explica els set punts que els unien, com el baptisme de creients, el rebuig a la guerra i a l'ús d'armes pels cristians, compartir de béns materials. Dies després va ser executada Margarita, l'esposa de Sattler, que provenia de la congregació de les beguines, de dones laiques, creada en l'edat mitjana i després prohibida pel Papa i que va ser una font d'anabaptistes al segle xvi.
La persecució es va propagar i els germans van començar el seu camí de fugida de cantó en cantó i van arribar fins al Tirol, a diversos llocs d'Àustria, a la vall del Rin, Hessen, Turíngia, Saxònia i altres territoris alemanys. En comptes de reduir-se el seu nombre, nous seguidors se'ls sumaven en cada lloc. Per al conjunt dels moviments anabaptistes la situació es va agreujar per les decisions de la Dieta d'Espira. Des de 1526 la Dieta havia dit que cada príncep podia decidir en els seus territoris si s'ensenyava el culte reformat o el catòlic, la qual cosa xocava directament amb la concepció dels germans que exigien que l'autoritat civil no es fiqués en les qüestions de fe.
En 1529, malgrat que els prínceps partidaris de la Reforma van expressar la seva cèlebre protesta rebutjant qualsevol cosa «contrària a Déu o a la seva Santa Paraula», es van posar d'acord amb els catòlics quant a les mesures per a perseguir tots els anabaptistes. Així, va ser promulgada la llei imperial del 23 d'abril de 1529 que ordenava «llevar la vida a tot rebaptitzador o rebaptitzat, home o dona, major o menor, i executar-lo segons la naturalesa del cas i de la persona, per foc, per espasa o per un altre mitjà en qualsevol lloc on fos trobat».
Les mesures repressives s'aguditzaren després de la rebel·lió dels anabaptistes extremistes en Münster i amb el pretext d'aixafar l'alçament protagonitzat per aquests i les seves idees subversives es van multiplicar les execucions de germans a pesar que ells sempre van ser pacifistes i van rebutjar les idees i pràctiques dels münsteristes.

## Menno

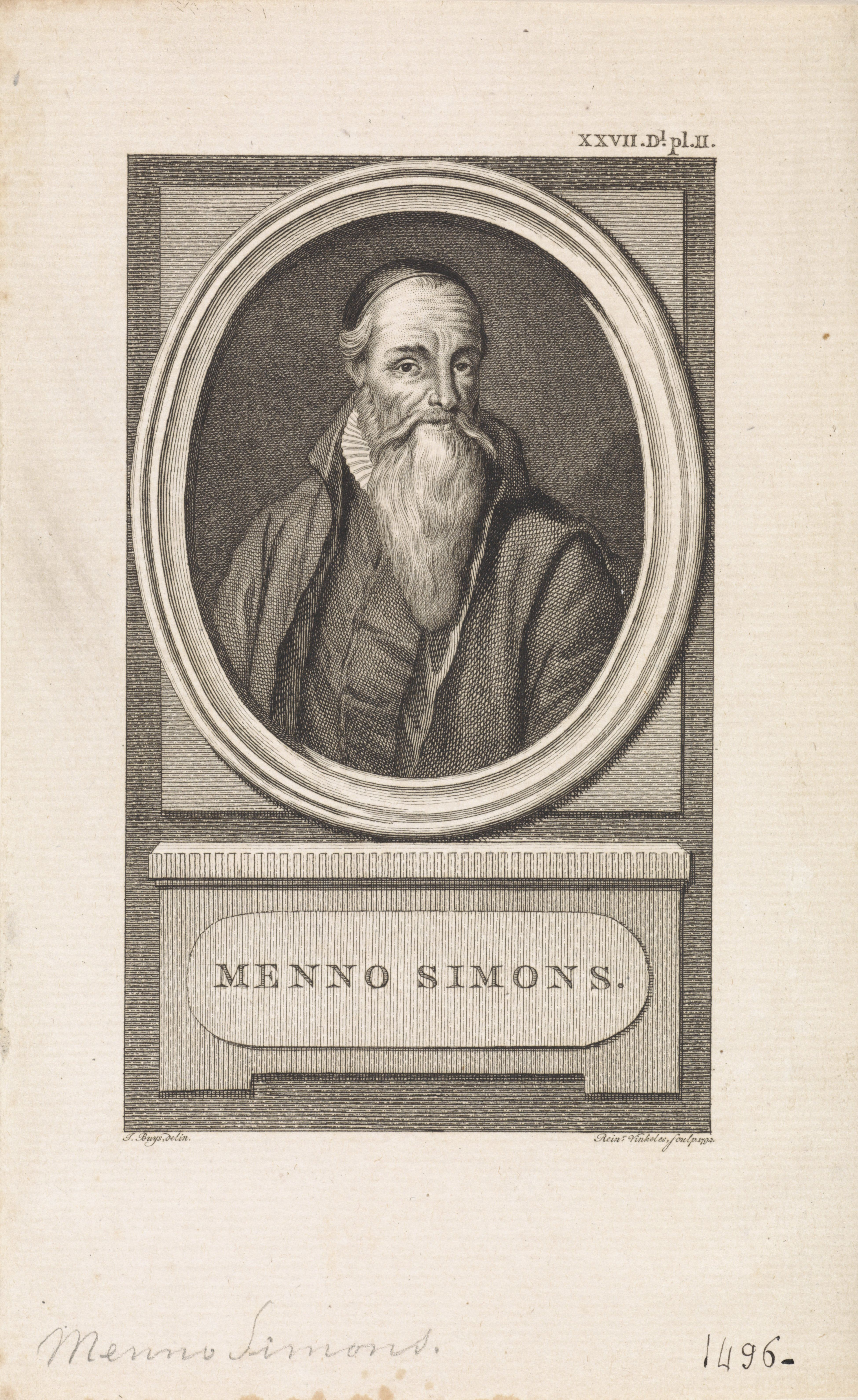
Gravat d'un retrat de Menno Simons (publicat a Amsterdam el 1759)

Menno Simons (1496-1561) va ser un sacerdot catòlic frisó que va escriure per denunciar els errors dels revolucionaris anabaptistes. Impressionat per la tragèdia de Münster i convençut que solament amb un testimoniatge d'autèntic seguiment a Jesucrist i de submissió a l'autoritat de la Bíblia era possible evitar que les persones fossin seduïdes per nous errors, i per a rebutjar les dels prínceps i les jerarquies catòliques i reformades, va decidir en 1536 trencar amb l'Església catòlica i unir-se als anabaptistes pacifistes. Menno va desenvolupar una reeixida labor pastoral enmig de la persecució.
Va participar en l'organització de les congregacions anabaptistes als Països Baixos, el nord del que avui és Alemanya i el nord-oest de Polònia. Va participar en nombroses polèmiques, amb reformadors luterans i calvinistes, amb anabaptistes unitaris i amb els partidaris d'usar la violència. A l'interior de les mateixes congregacions, les discussions sobre l'excomunió van causar ruptures. No li va ser possible posar-se d'acord amb les comunitats establertes des de 1528 pels huterians sobre l'obligatorietat o no per als cristians de la comunitat de béns. Les congregacions unides al moviment que comptava amb l'activa participació organitzativa de Menno van assolir consolidar-se encara que moltes vegades van haver de peregrinar fugint d'un lloc a un altre. La influència de Menno va arribar a ser tan notòria que els seus adversaris van començar a anomenar-les "mennistes" "mennonites", a manera d'insult. Perseguides sense quarter a Europa occidental, comunitats senceres de mennonites i altres anabaptistes es van desplaçar forçadament, establint-se a Europa oriental i a més, en Pennsilvània en 1683 i durant el segle xviii, quan, a més, va sorgir allí una altra denominació anabaptista similar de Germans en Crist.

## De l'Imperi RusaAmèrica
El 1788, a invitació de Caterina la Gran, emperadriu de Rússia, els agricultors mennonites de Prússia (on el 1786 els havien imposat severes condicions per a la seva permanència), van emigrar a Ucraïna, a la part meridional de l'Imperi Rus. Allà alguns mennonites hi van fundar una nova denominació dels Germans Mennonites, que exigeix que el baptisme es practiqui mitjançant immersió i es practiqui el ritu de la rentada dels peus.
Amb el pas del temps, molts mennonites dels establerts a Ucraïna i Rússia havien lluitat i patit pel seu benestar espiritual, cultural i material en diverses regions d'Europa i de la part asiàtica de l'Imperi Rus. Els mennonites havien estat eximits per Catalina de l'obligació de prestar el servei militar, però aquesta condició, com l'autonomia de què gaudien a les seves escoles i en les seves comunitats, va ser abolida el 1870, raó per la qual molts mennonites van decidir marxar al Canadà, on van ser acceptats el 1873, i als Estats Units, on ja hi havia comunitats de grangers mennonites i Amish.
Els primers registres de mennonites a Amèrica Llatina són a l'Argentina el 1877, quan es va formar una colònia agrícola a la vora del rierol Nievas, prop d'Olavarria, a la província de Buenos Aires. Aquests mennonites venien de l'Imperi Rus. No van mantenir la seva identitat, i possiblement es van fusionar amb esglésies luteranes que servien altres immigrants alemanys que van arribar a la mateixa època.
Per voluntat de mantenir una ètica de la pau, la majoria dels mennonites van oposar-se a servir com a militars durant la I Guerra Mundial. Alguns conscriptes joves a Europa i Estats Units van passar tot el període de la durada del conflicte a la presó. Ja a l'URSS, les polítiques de Stalin van causar nous èxodes de mennonites en 1924 i 1929 i grups mennonites es van establir a Amèrica del Sud i Amèrica Central. Abans, entre 1922 i 1926, s'havien establert a Mèxic algunes comunitats procedents del Canadà.
La Segona Guerra Mundial resultà desastrosa per a la majoria dels mennonites que van quedar a Ucraïna, Rússia i altres parts de l'URSS, en ser tractats com a "alemanys" per l'idioma que parlaven. Part dels mennonites de l'URSS que fugien de la persecució estalinista van emigrar al Paraguai en 1930. Allí van arribar també altres mennonites dels Estats Units, Canadà i Mèxic. El 1945, arribà una nova onada de refugiats, que s'instal·là a l'Uruguai, el Brasil i el Paraguai. Durant les últimes dècades s'han accelerat els moviments migratoris, i hi ha avui importants colònies de mennonites que mantenen l'ús de l'idioma alemany a Paraguai, Bolívia, Uruguai, Brasil, Mèxic, i més recentment a l'Argentina (a prop de Guatraché, a la província de la Pampa i prop de Pampa dels Guanacos, a la província de Santiago de l'Estero).
Als Estats Units els mennonites s'han oposat a la participació en les guerres del Vietnam i l'Iraq i han participat en nombroses campanyes pacifistes. El 2004, els menonitas de Vietnam van ser empresonats per les autoritats d'aquest país. Una minoria mennonita, descendent dels immigrants que per cinc segles van ser desplaçats d'Europa, àdhuc parla actualment l'idioma Plautdietsch el qual és una variant de llengua alemanya.

## Creences fonamentals[2]
Els mennonites prenen la Bíblia com a paraula inspirada per Déu i en segueixen els preceptes. Creuen que la mort de Crist fou el sacrifici per a redimir el pecat humà i que suposa la salvació de tots els creients, no només d'uns elegits, com creuen altres confessions protestants, creients que naixeran de nou en una vida eterna en presència de Déu. Per a obtenir la salvació, cal reconèixer el pecat propi, confessar-lo i esmenar-lo i rebre Crist com a salvador i guia en la vida, tal com mostra el Nou Testament. La pertinença a una església, el baptisme o les bones obres no són prou per a assolir la salvació, si no es reconeix que hom és pecador (Fets, 4, 12).
Practiquen el baptisme dels fidels, ja adults i conscients del compromís adquirit i creuen en l'Esperit Sant, que proveeix d'energia i convicció per a seguir la vida cristiana.
Una característica distintiva és la doctrina de la "no-resistència", d'acord amb Mateu 5, 38-48, Romans 12, 1-21 i Corintis 6, 1-8. Segons això, l'exemple de Crist marca l'amor com a principi que ha de guiar la conducta. Per això, i rebutjant qualsevol forma de violència, la majoria dels mennonites rebutgen el servei militar, les querelles judicials i la discriminació racial.
L'altra és el concepte de direcció i submissió, seguint Corintis 11, 1-6. Hom considera Déu com a cap de Crist, Crist com a cap de l'home i l'home com a cap de la dona. Aquest ordre d'autoritat es considera ordenat per Déu mateix i es manifesta en els ritus. Els homes s'han de descobrir en el culte, mentre que les dones manifesten la submissió cobrint-se amb un vel o còfia simbòlic, almenys durant el culte.
Pel que fa a les pràctiques, hi ha diversitat d'aplicació entre els diferents grups mennonites, especialment pel que fa a les relacions amb la resta de la societat, amb diferents graus de "separació del món" i de "conformitat amb el món". Els més conservadors, entre els quals els amish, es mantenen separats en la seva vida quotidiana, rebutjant l'ús de l'electricitat, el telèfon o els automòbils i seguint una vida austera i sacrificada. D'altres, en canvi, s'han integrat en la societat contemporània, mantenint la seva fe, l'austeritat i humilitat i renunciant a l'ús d'algunes maneres d'entreteniment que poden destorbar els seus valors morals.

## Comitè Central Mennonita
El 1920 diferents denominacions mennonites, els Germans en Crist i els amish van fundar, amb recursos de congregacions del Canadà, Estats Units i els Països Baixos, el Comitè Central Mennonita, per a ajudar els seus germans d'Ucraïna, afectats pels sofriments causats per la I Guerra Mundial i la guerra civil subsegüent. Des de llavors el Comitè ha reeixit en campanyes per socórrer poblacions pobres o afectades per catàstrofes naturals o guerres, arreu, sense importar les creences de les persones que reben l'ajuda. A Laos el Comitè ha ajudat a finançar els programes per eliminar les mines antipersones que van quedar sembrades durant les campanyes militars nord-americanes durant la Guerra de Vietnam.

## Difusió

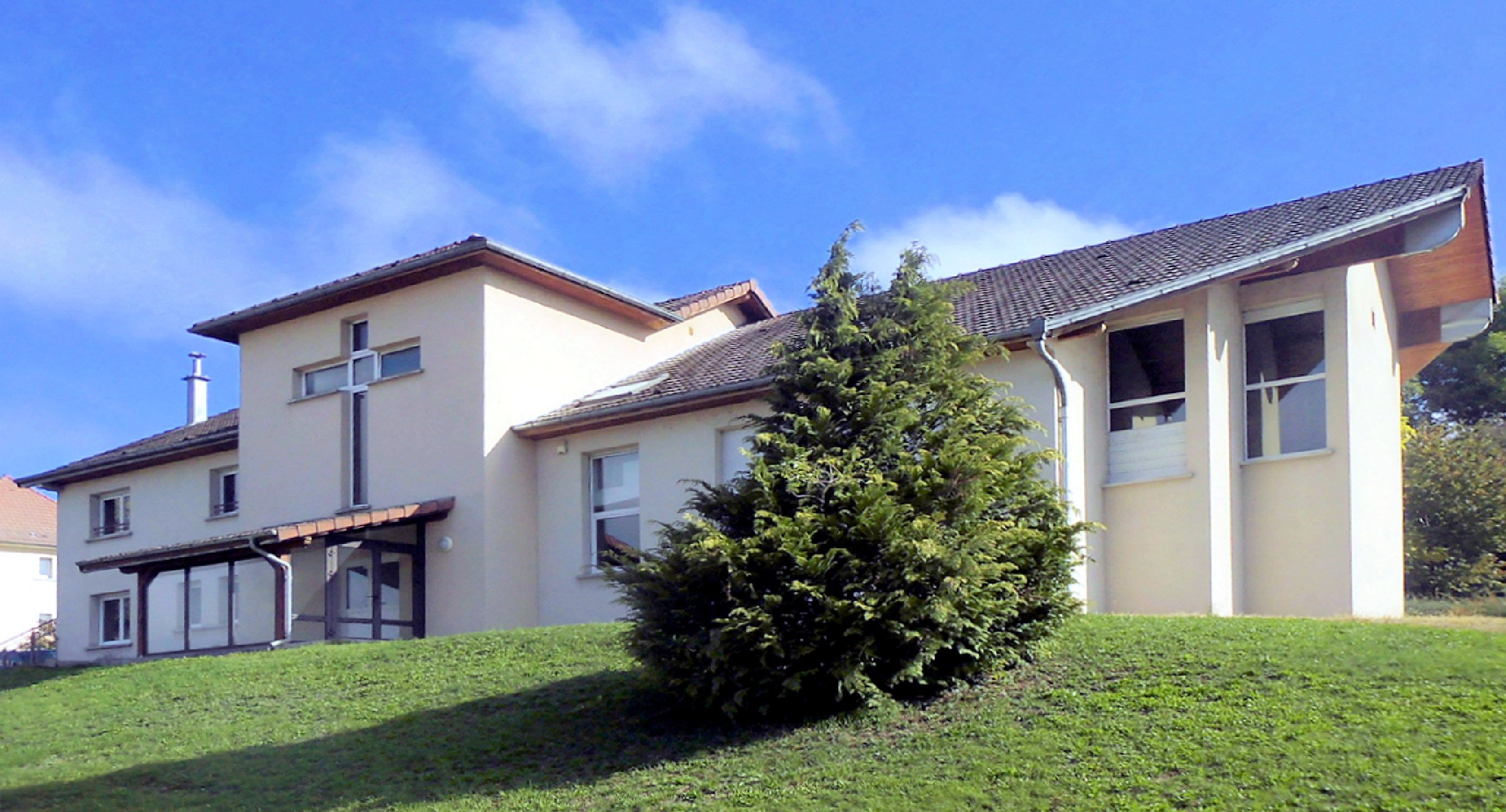
Església Evangèlica Menonita a Altkirch, Associació d'Esglésies Evangèliques Menonites de França.

Segons l'informe del 2003 de la Conferència Mundial Mennonita, hi ha al món aproximadament 1.300.000 mennonites, distribuïts en 60 països. Cal recordar que aquestes estadístiques no inclouen nens, sinó solament membres adults batejats.
A principis del segle xx es va despertar en les esglésies mennonites dels Estats Units l'interès per enviar missioners a altres països, especialment a Amèrica Llatina. Els primers missioners van arribar a l'Argentina en 1917. Darrere d'ells es van anar obrint obres missioneres en altres països, amb congregacions llatinoamericanes ètniques, el primer idioma de les quals és l'espanyol, el portuguès, el francès, i diversos idiomes indígenes. Hi ha ara esglésies mennonites actives a l'Argentina, Belize, Bolívia, Brasil, Colòmbia, Costa Rica, Equador, Guatemala, Hondures, Jamaica, Mèxic, Nicaragua, Panamà, Paraguai i Uruguai.